# A Zöld-foki Köztársaság hívójelkörzetei
A Zöld-foki Köztársaság jelenleg (2024) nincs felosztva hívójelkörzetekre.
A Zöld-foki Köztársaság számára az ITU a TR hívójelprefixet határozta meg.
Portugália fennhatóság alatt a CR4 hívójelprefixet használták.
| Prefix | Körzet | Hely/jelleg                                         | ITU zóna | CQ zóna | 1 szintű QTH lokátor |
| ------ | ------ | --------------------------------------------------- | -------- | ------- | -------------------- |
| D4     | [0..9] | Zöld-foki Köztársaság                               | 46       | 35      | HK                   |
| CR     | 4      | Kivezetve, Portugália fennhatósága alatt használták | 46       | 35      | HK                   |

## Lajstromjel
Vízi és légi járművek lajstromjelezéséhez a D4 prefixet használják.